# Союз с белыми русскими
«Союз с белыми русскими» (нем. Das ist der weyssen Reüssen bundt) — гравюра Ханса Бургкмайра, созданная в 1515 году для автобиографического романа императора Священной Римской империи Максимилиана I «Weisskunig» («Белый король»).

## Содержание
На гравюре запечатлена торжественная аудиенция, которую император дал послам Василия III Дмитрию Ласкиреву и Елизару Сукину в Гмундене в августе 1514 года. Император и послы обмениваются экземплярами союзного договора обоих государств против Ягеллонов.
В названии гравюры отражено современное изображённому событию употребление термина Белая Русь по отношению к независимому Русскому государству, в отличие от подвластных Польше и Литве Червонной и Чёрной Руси.